# Amine Adli
Amine Adli (Béziers, 10 mei 2000) is een Marokkaans-Frans voetballer die doorgaans speelt als vleugelspeler. In augustus 2021 verruilde hij Toulouse voor Bayer Leverkusen. Adli maakte in 2023 zijn debuut in het Marokkaans voetbalelftal.

## Clubcarrière
Adli speelde in de jeugd van Paulhan-Pézenas en Béziers, alvorens hij in 2015 werd opgenomen in de jeugdopleiding van Toulouse. Hier debuteerde hij op 18 december 2019, toen in de Coupe de la Ligue gespeeld werd tegen Olympique Lyon. Namens Toulouse scoorde Manu Koné, maar door doelpunten van Bertrand Traoré (tweemaal), Jean Lucas en Martin Terrier won Lyon met 4–1. Adli begon op de reservebank en hij mocht van coach Antoine Kombouaré dertien minuten voor tijd invallen voor Quentin Boisgard. Na het seizoen 2019/20 degradeerde Toulouse naar de Ligue 2. Op dat niveau kwam Adli voor het eerst tot scoren. Zijn eerste doelpunten vielen op 7 november 2020, toen hij zijn team met twee goals een ruime voorsprong verschafte tegen Valenciennes. In het restant van de duel scoorden teamgenoten Brecht Dejaegere en Janis Antiste nog, maar door een treffer van Kévin Cabral en liefst vier van Joffrey Cuffaut won Valenciennes met 4–5. Hij speelde drieënveertig wedstrijden voor Toulouse, waarin hij tot acht doelpunten kwam.
In de zomer van 2021 maakte Adli voor een bedrag van circa zevenenhalf miljoen euro de overstap naar Bayer Leverkusen, waar hij zijn handtekening zette onder een verbintenis voor de duur van vijf seizoenen. Op 28 augustus maakte Adli in de openingswedstrijd van het seizoen zijn debuut tegen FC Augsburg. Op 30 september maakte hij in zijn tweede wedstrijd in de UEFA Europa League zijn eerste doelpunt voor Bayer tegen Celtic (0–4). Op 20 november maakte hij met zijn eerste Bundesliga-doelpunt de enige treffer van de wedstrijd tegen VfL Bochum. Hij was op 4 december goed voor een goal en een assist in een 7–1 overwinning op Greuther Fürth. Adli miste de laatste twee maanden van het seizoen door een blessure. Zijn contract bij Leverkusen werd in november 2024 opengebroken en met twee seizoenen verlengd, tot medio 2028.

## Clubstatistieken
| Seizoen | Club             | Competitie | Competitie | Competitie | Beker | Beker | Internationaal | Internationaal | Totaal | Totaal |
| Seizoen | Club             | Competitie | Wed.       | Dlp.       | Wed.  | Dlp.  | Wed.           | Dlp.           | Wed.   | Dlp.   |
| ------- | ---------------- | ---------- | ---------- | ---------- | ----- | ----- | -------------- | -------------- | ------ | ------ |
| 2019/20 | Toulouse         | Ligue 1    | 4          | 0          | 2     | 0     | —              | —              | 6      | 0      |
| 2020/21 | Toulouse         | Ligue 2    | 34         | 8          | 2     | 0     | —              | —              | 36     | 8      |
| 2021/22 | Toulouse         | Ligue 2    | 1          | 0          | 0     | 0     | —              | —              | 1      | 0      |
| 2021/22 | Bayer Leverkusen | Bundesliga | 25         | 3          | 1     | 0     | 8              | 1              | 34     | 4      |
| 2022/23 | Bayer Leverkusen | Bundesliga | 26         | 5          | 0     | 0     | 12             | 2              | 38     | 7      |
| 2023/24 | Bayer Leverkusen | Bundesliga | 23         | 4          | 6     | 5     | 13             | 1              | 42     | 10     |
| 2024/25 | Bayer Leverkusen | Bundesliga | 7          | 0          | 2     | 0     | 3              | 0              | 12     | 0      |
| Totaal  | Totaal           | Totaal     | 120        | 20         | 13    | 5     | 36             | 4              | 169    | 29     |

Bijgewerkt op 13 november 2024.

## Interlandcarrière
In september 2023 werd Adli door bondscoach Walid Regragui opgenomen in de selectie van het Marokkaans voetbalelftal. Zijn debuut maakte hij op 12 september, toen een vriendschappelijke wedstrijd tegen Burkina Faso gespeeld werd. Regragui liet Adli in de basis starten en de vleugelaanvaller gaf na zesendertig minuten een assist op Azzedine Ounahi, die daarmee tekende voor het enige doelpunt van de wedstrijd: 1–0. Adli werd tweeëntwintig minuten na rust naar de kant gehaald ten faveure van Zakaria Aboukhlal. De andere Marokkaanse debutanten dit duel waren Ismael Saibari (PSV) en Amir Richardson (Stade de Reims). Tijdens zijn derde interland, tegen Liberia, kwam hij voor het eerst tot scoren. Hij viel twintig minuten na rust in voor Amine Harit, die net als Ayoub El Kaabi gescoord had, en tekende in de slotfase voor de 3–0.
| Interlands van Amine Adli voor Marokko | Interlands van Amine Adli voor Marokko | Interlands van Amine Adli voor Marokko  | Interlands van Amine Adli voor Marokko | Interlands van Amine Adli voor Marokko | Interlands van Amine Adli voor Marokko | Interlands van Amine Adli voor Marokko |
| №                                      | Datum                                  | Wedstrijd                               | Uitslag                                | Competitie                             | Goals                                  |                                        |
| Als speler bij Bayer Leverkusen        | Als speler bij Bayer Leverkusen        | Als speler bij Bayer Leverkusen         | Als speler bij Bayer Leverkusen        | Als speler bij Bayer Leverkusen        | Als speler bij Bayer Leverkusen        | Als speler bij Bayer Leverkusen        |
| -------------------------------------- | -------------------------------------- | --------------------------------------- | -------------------------------------- | -------------------------------------- | -------------------------------------- | -------------------------------------- |
| 1                                      | 12 september 2023                      | Marokko – Burkina Faso                  | 1 – 0                                  | Vriendschappelijk                      |                                        |                                        |
| 2                                      | 14 oktober 2023                        | Ivoorkust – Marokko                     | 1 – 1                                  | Vriendschappelijk                      |                                        |                                        |
| 3                                      | 17 oktober 2023                        | Marokko – Liberia                       | 3 – 0                                  | AK 2023 kwalificatie                   | 89'                                    |                                        |
| 4                                      | 21 november 2023                       | Tanzania – Marokko                      | 0 – 2                                  | WK 2026 kwalificatie                   |                                        |                                        |
| 5                                      | 17 januari 2024                        | Marokko – Tanzania                      | 3 – 0                                  | AK 2023                                |                                        |                                        |
| 6                                      | 21 januari 2024                        | Marokko – Congo-Kinshasa                | 1 – 1                                  | AK 2023                                |                                        |                                        |
| 7                                      | 24 januari 2024                        | Zambia – Marokko                        | 0 – 1                                  | AK 2023                                |                                        |                                        |
| 8                                      | 30 januari 2024                        | Marokko – Zuid-Afrika                   | 0 – 2                                  | AK 2023                                |                                        |                                        |
| 9                                      | 26 maart 2024                          | Marokko – Mauritanië                    | 0 – 0                                  | Vriendschappelijk                      |                                        |                                        |
| 10                                     | 7 juni 2024                            | Marokko – Zambia                        | 2 – 1                                  | WK 2026 kwalificatie                   |                                        |                                        |
| 11                                     | 11 juni 2024                           | Congo-Brazzaville – Marokko             | 0 – 6                                  | WK 2026 kwalificatie                   |                                        |                                        |
| 12                                     | 6 september 2024                       | Marokko – Gabon                         | 4 – 1                                  | AK 2025 kwalificatie                   |                                        |                                        |
| 13                                     | 9 september 2024                       | Lesotho – Marokko                       | 0 – 1                                  | AK 2025 kwalificatie                   |                                        |                                        |
| 14                                     | 15 oktober 2024                        | Marokko – Centraal-Afrikaanse Republiek | 4 – 0                                  | AK 2025 kwalificatie                   |                                        |                                        |

Bijgewerkt op 13 november 2024.

## Erelijst
| Bundesliga   | 1 | 2023/24 |
| DFB-Pokal    | 1 | 2023/24 |
| DFL-Supercup | 1 | 2024    |